# Виктуар де ля мюзик
Виктуар де ля мюзик (фр. Victoires de la musique, «Музыкальные победы») — французская ежегодная музыкальная премия. Вручается с 1985 г. С 1994 г. премии для музыкантов, работающих в области академической музыки и джаза, вручаются отдельно (см. Виктуар де ля мюзик (академическая музыка) и Виктуар де ля мюзик (джаз)).

## Хроника награждений

### Лучшие из лучших
- Лучший исполнитель прошедших 20 лет: Жан-Жак Гольдман
- Лучшая исполнительница прошедших 20 лет: Милен Фармер
- Лучшая песня прошедших 20 лет: Foule sentimentale, Ален Сушон
- Лучший альбом прошедших 20 лет: Fantaisie militaire, Ален Башунг

### Лучший исполнитель года
- 1985 — Мишель Жонас
- 1986 — Жан-Жак Гольдман
- 1987 — Джонни Халлидей
- 1988 — Клод Нугаро
- 1990 — Франсис Кабрель
- 1991 — Мишель Сарду
- 1992 — Патрик Брюэль
- 1993 — Ален Башунг
- 1994 — Ален Сушон
- 1995 — MC Solaar
- 1996 — Максим Лё Форестье
- 1997 — Шарль Азнавур
- 1998 — Флоран Паньи
- 1999 — Ален Башунг
- 2000 — -M-
- 2001 — Анри Сальвадор
- 2002 — Жеральд Де Пальма[англ.]
- 2003 — Рено
- 2004 — Каложеро
- 2005 — -M-
- 2006 — Raphaël Haroche (Рафаэль)
- 2007 — Бенабар
- 2008 — Абд аль Малик
- 2009 — Ален Башунг
- 2010 — Бенжамен Бьоле
- 2011 — Гаэтан Руссель
- 2012 — Юбер-Феликс Тьефен
- 2013 — Доминик А

### Лучшая исполнительница года
- 1985 — Жанна Ма[англ.]
- 1986 — Катрин Лара[англ.]
- 1987 — Франс Галль
- 1988 — Милен Фармер
- 1990 — Ванесса Паради
- 1991 — Патрисия Каас
- 1992 — Джейн Биркин
- 1993 — Вероник Сансон
- 1994 — Барбара
- 1995 — Enzo Enzo
- 1996 — Вероник Сансон
- 1997 — Барбара
- 1998 — Зази
- 1999 — Аксель Ред
- 2000 — Наташа Атлас
- 2001 — Элен Сегара
- 2002 — Зази
- 2003 — Линда Леме
- 2004 — Карла Бруни
- 2005 — Франсуаза Арди
- 2006 — Жюльет
- 2007 — Оливия Руиз
- 2008 — Ванесса Паради
- 2009 — Камий
- 2010 — Оливия Руиз
- 2011 — Яэль Наим
- 2012 — Катрин Ренже
- 2013 — Лу Дуайон

### Лучший иностранный исполнитель, поющий на французском языке
- 1994 — Моран
- 1995 — Халед
- 1996 — Селин Дион
- 1997 — Тери Мойз[англ.]

### Лучшая группа года
- 1988 — Kassav[англ.]
- 1990 — Gipsy Kings
- 1991 — Elmer Food Beat[фр.]
- 1992 — MC Solaar
- 1993 — Pow woW
- 1994 — Les Innocents[англ.]
- 1995 — IAM
- 1996 — Les Innocents[англ.]
- 1997 — Les Innocents[англ.]
- 1998 — Noir Desir
- 1999 — Louise Attaque
- 2000 — Zebda[англ.]

### Категория «Открытие года»

#### Эстрадный исполнитель — открытие года
- 1985 — Жанна Ма[англ.]
- 1986 — Gold (группа)[англ.]

#### Эстрадная исполнительница — открытие года
- 1987 — Guesch Patti[англ.]
- 1988 — Патрисия Каас
- 1990 — Корин Эрме
- 1991 — Лиан Фоли[англ.]
- 1992 — Жиль Каплан[англ.]
- 1993 — Зази
- 1994 — Нина Морато
- 1995 — Rachel Des Bois
- 1996 — Stephend[фр.]

#### Эстрадный исполнитель — открытие года
- 1987 — L'Affaire Louis' Trio[англ.]
- 1988 — Флоран Паньи
- 1990 — Филипп Лафонтен
- 1991 — Арт Менго[англ.]
- 1992 — Нильда Фернандез
- 1993 — Arthur H
- 1994 — Томас Ферсен[англ.]
- 1995 — Жеральд Де Пальма[англ.]
- 1996 — Менелик[англ.]

#### Лучшая группа — открытие года
- 1994 — Native[англ.]
- 1995 — Sinclair[фр.]
- 1996 — Alliance Ethnik[англ.]

#### Открытие года
- 1997 — Жюльет
- 1998 — Лара Фабиан
- 1999 — Фодель
- 2000 — 113[англ.]
- 2001 — Изабель Буле
- 2002 — Aston Villa[англ.]
- 2003 — Наташа Сен-Пьер
- 2004 — Kyo

#### Лучшее сценическое выступление года
- 2001 — St. Germain[англ.]
- 2002 — Le Peuple de l'Herbe[англ.]
- 2003 — Stéphane Sanseverino[англ.]
- 2004 — Kyo
- 2005 — La Grande Sophie[фр.]
- 2006 — Камий
- 2007 — Grand Corps Malade
- 2008 — Ренан Люс
- 2009 — BB Brunes

#### Приз зрительских симпатий в категории «Открытие года»
- 2005 — Jeanne Cherhal[англ.]
- 2006 — Амель Бент
- 2007 — Мисс Доминик[англ.]
- 2008 — Кристоф Маэ
- 2009 — Sefyu

#### Лучший альбом в категории «Открытие года»
- 2001 — «Mieux qu'ici-bas» — Изабель Буле
- 2002 — «Rose Kennedy» — Бенжамен Бьоле
- 2003 — «Vincent Delerm» — Венсан Делерм[англ.]
- 2004 — «Le Chemin[англ.]» — Kyo
- 2005 — «Crèvecœur» — Даниель Дарк[англ.] и «Le rêve ou la vie» — Ридан[англ.]
- 2006 — «Le Fil» — Камий
- 2007 — «Midi 20[англ.]» — Grand Corps Malade
- 2008 — «Repenti» — Ренан Люс
- 2009 — «Ersatz» — Жюльен Доре[англ.]

### Лучший альбом года

#### Лучший альбом года
- 1985 — «Love on the Beat[фр.]» — Серж Генсбур
- 1986 — «Sauver l'amour[фр.]» — Даниэль Балавуан
- 1987 — «The No Comprendo[фр.]» — Les Rita Mitsouko
- 1988 — «Nougayork[фр.]» — Клод Нугаро
- 1990 — «Sarbacane[фр.]» — Франсис Кабрель
- 1991 — «Nickel[фр.]» — Ален Сушон
- 1992 — «Sheller en solitaire[фр.]» — Уильям Шеллер[фр.]
- 1993 — «Caché derrière[фр.]» — Лоран Вульзи
- 1994 — «Rio Grande[фр.]» — Эдди Митчелл
- 1995 — «Samedi soir sur la Terre[фр.]» — Франсис Кабрель
- 1996 — «Défoule sentimentale[фр.]» — Ален Сушон
- 1997 — «Mr. Eddy[фр.]» — Эдди Митчелл
- 1998 — «L'école du micro d'argent[фр.]» — IAM

#### Лучший франкоязычный иностранный альбом года
- 1985 — «Ils s'aiment» — Даниэль Лавуа (Канада)
- 1986 — «Faire à nouveau connaissance» — Диан Телль (Канада)
- 1987 — «Vue sur la mer» — Даниэль Лавуа (Канада)
- 1988 — «Awaba Beach» — Мори Канте (Гвинея)
- 1990 — «Hélène» — Рок Вуазин (Канада)
- 1991 — «Double» — Рок Вуазин (Канада)
- 1992 — «Engelberg» — Стефан Эйхер (Швейцария)

#### Лучший эстрадный альбом года
- 1999 — «Fantaisie militaire» — Ален Башунг
- 2000 — «Sang pour sang» — Джонни Холлидей
- 2001 — «Chambre avec vue» — Анри Сальвадор
- 2002 — «Avril» — Лоран Вульзи
- 2003 — «Boucan d’enfer» — Рено
- 2004 — «Les Risques du Métier» — Бенабар
- 2005 — «Qui de nous deux ?»  — -M-
- 2006 — «Caravane» — Raphael
- 2007 — «Le Soldat rose» — Луи Шедид
- 2008 — «Divinidylle» — Ванесса Паради
- 2009 — «Bleu pétrole» — Ален Башунг
- 2010 — «La Superbe» — Бенжамен Бьоле
- 2011 — «Causes perdues et musiques tropicales» — Бернар Лавилье
- 2012 — «Suppléments de mensonge» — Юбер-Феликс Тьефен
- 2013 — «La Place du fantôme» — la Grande Sophie

#### Лучший рок/поп альбом года
- 1985 — «Un autre monde» — Téléphone
- 1986 — «Passé le Rio Grande» — Ален Башунг
- 2001 — «Comme on a dit» — Louise Attaque
- 2002 — «Des visages, des figures» — Noir Désir
- 2003 — «Paradize» — Indochine
- 2004 — «Tu vas pas mourir de rire» — Mickey 3D
- 2005 — «French bazaar» — Арно
- 2006 — «À plus tard crocodile» — Louise Attaque
- 2007 — «Wow» — Superbus
- 2008 — «L'Invitation» — Этьен Дао
- 2009 — «L'Homme du monde» — Артур Аш
- 2010 — «Izïa» — Изия Ижлен
- 2011 — «Ginger» — Гаэтан Руссель
- 2012 — «So Much Trouble» — Изия Ижлен
- 2013 — «Can Be Late» — Skip the Use

#### Лучший фольклорный альбом года
- 1992 — «Nouvelles polyphonies corses»
- 1993 — «Immensément» — Робер Шарлебуа
- 1994 — «Renaud cante el' Nord» — Рено
- 1995 — «Polyphonies» — Voce Di Corsica
- 1996 — «Dan Ar Braz et les 50 musiciens de l’Héritage des Celtes en concert» — Дан Ар Брас и «l’Héritage des Celtes»
- 1997 — «I Muvrini à Bercy» — I Muvrini
- 1998 — «Finisterres» — Дан Ар Брас и «l’Héritage des Celtes»
- 1999 — «Clandestino» — Ману Чао
- 2000 — «Café Atlantico» — Сезария Эвора
- 2001 — «Made in Medina» — Рашид Таха
- 2002 — «Próxima Estación: Esperanza» — Ману Чао
- 2003 — «Umani» — I Muvrini
- 2004 — «Voz d'amor» — Сезария Эвора
- 2005 — «Dimanche à Bamako» — Amadou & Mariam
- 2006 — «Mesk Elil» — Суад Масси
- 2007 — «Canta» — Аньес Жауи
- 2008 — «Yael Naim» — Яэль Наим
- 2009 — «Tchamantché» — Рокиа Траоре
- 2010 — «La Différence» — Салиф Кейта
- 2011 — «Handmade» — Хинди Зара
- 2012 — «Cantina Paradise» — Жеро
- 2013 — «Folila» — Amadou & Mariam

#### Лучший рэп/хип-хоп (и пр.) альбом года
- 1999 — «Panique celtique» de Manau
- 2000 — «Les Princes de la ville» de 113
- 2001 — «Je fais c’que j’veux» de Pierpoljak
- 2002 — «X raisons» de Saïan Supa Crew
- 2003 — «Solitaire» de Doc Gynéco
- 2004 — «Brut de femme» de Diam’s
- 2005 — «16/9» de Nâdiya
- 2006 — «Les Histoires extraordinaires d’un jeune de banlieue» — Disiz la peste

#### Лучший регги-альбом года
- 2002 — «The Real Don» de Lord Kossity
- 2003 — «Umani» de I Muvrini ex-æquo avec «Françafrique» de Tiken Jah Fakoly
- 2004 — «Voz d’amor» Сезария Эвора
- 2005 — «Dimanche à Bamako» de Amadou & Mariam

#### Лучший альбом электронной музыки года
- 1998 — «30» de Laurent Garnier
- 1999 — «Moon Safari» d’Air
- 2000 — «Trabendo» des Négresses Vertes
- 2001 — «Tourist» de St Germain
- 2002 — «Modjo» de Modjo
- 2003 — «La Revancha del tango» de Gotan Project
- 2004 — «Émilie Simon» d’Émilie Simon
- 2005 — «Talkie walkie» de Air
- 2006 — «Animal sophistiqué» de Bumcello
- 2007 — «Végétal» d’Émilie Simon
- 2008 — † - Justice

#### Лучший саундтрек года
- 1985 — Подземка («Subway») — Эрик Серра
- 1986 — Тридцать семь и два по утрам («37°2 le matin») — Габриэль Яред
- 1987 — Манон с источника («Manon des sources») — Жан-Клод Пети
- 1988 — Голубая бездна («Le Grand Bleu») — Эрик Серра
- 1990 — Камилла Клодель («Camille Claudel») — Габриэль Яред
- 1991 — Сирано де Бержерак («Cyrano de Bergerac») — Жан-Клод Пети
- 1992 — Деликатесы («Delicatessen» ) — Карлос д'Алессио
- 1993 — Любовник («L’Amant») — Габриэль Яред
- 1994 — Писец («L'Écrivain public» ) — Вильям Шеллер
- 1995 — Леон («Léon») — Эрик Серра
- 1996 — Индеец в Париже («Un indien dans la ville») — K.O.D.
- 1997 — Микрокосмос («Microcosmos : le peuple de l’herbe») — Брюно Куле
- 1998 — Английский пациент («Le Patient anglais») — Габриэль Яред
- 1999 — Такси («Taxi») — Akhenaton и Kheops
- 2000 — Мой маленький бизнес («Ma petite entreprise») — Ален Башунг
- 2001 — Девственницы-самоубийцы («The Virgin Suicides») — Air
- 2002 — Амели («Le Fabuleux Destin d’Amélie Poulain») — Ян Тирсен
- 2004 — Гуд бай, Ленин! («Good Bye, Lenin!») — Ян Тирсен
- 2005 — Хористы («Les Choristes») — Брюно Куле, Кристоф Барратье и Филипп Лопес-Курваль
- 2006 — Марш императора («La Marche de l’empereur») — Эмили Симон
- 2007 — Не говори никому («Ne le dis à personne») — -M-
- 2008 — Артур и минипуты («Arthur et les Minimoys») — Эрик Серра

#### Лучший альбом в разделе «музыка мира»
- 2006 — Mesk Elil — Souad Massi
- 2007 — Canta — Agnès Jaoui
- 2008 — Яэль Наим — Яэль Наим

#### Лучший альбом городской музыки
- 2007 — Gibraltar — Abd Al Malik
- 2008 — Chapitre 7 de MC Solaar
- 2009 — Dante — Abd Al Malik
- 2010 — L’Arme de paix — Oxmo Puccino
- 2015 — Je suis en vie — Akhenaton

#### Лучший альбом инструментальной музыки
- 1985 — Zoolook — Жан-Мишель Жарр

### Лучшая песня года
- 1985 — «La boîte de jazz» (автор, композитор и исполнитель — Мишель Жонас)
- 1986 — «Belle-île en mer» (композитор и исполнитель — Лоран Вульзи, автор — Ален Сушон)
- 1987 — «Musulmanes» (композитор и исполнитель — Мишель Сарду, композиторы — Жак Рево и Жан-Пьер Буртер)
- 1988 — «Né quelque part» (композитор и исполнитель — Максим Лё Форестье, композитор — Жан-Пьер Сабар)
- 1990 — «Quand j’serai KO» (автор, композитор и исполнитель — Ален Сушон)
- 1991 — «Fais-moi une place» (композитор и исполнитель — Жюльен Клер, автор — Франсуаз Арди)
- 1992 — «Un homme heureux» (автор, композитор и исполнитель — Вильям Шеллер)
- 1993 — «Le chat» — Pow-Wow
- 1994 — «Foule sentimentale» (автор, композитор и исполнитель — Ален Сушон)
- 1995 — «Juste quelqu’un de bien» — Энзо Энзо (автор и композитор — Кент Кокенсток, аранжировщик — Франсуа Бреан)
- 1996 — «Pour que tu m’aimes encore» Селин Дион (автор и композитор — Жан-Жак Гольдман, аранжировщики — Жан-Жак Гольдман и Эрик Бензи)
- 1997 — «Aïcha» — Халед (автор и композитор — Жан-Жак Гольдман)
- 1998 — «L’homme pressé» — Noir Désir (автор и композитор — Бертран Канта / Noir Désir, аранжировщик — Энди Бейкер)
- 1999 — «Belle» (из мюзикла «Notre Dame de Paris») — Гару, Даниэль Лавуа и Патрик Фьори (автор — Люк Пламандон, композитор — Риккардо Коччианте)
- 2000 — «Tomber la chemise» — Зебда (автор — Магид Шерфи, композитор — Зебда)
- 2001 — «L’envie d’aimer» — Даниель Леви (авторы — Лионель Флоранс и Патрис Гирао, композитор — Паскаль Обиспо, аранжировщик — Ник Ингман)
- 2002 — «Sous le vent» — Гару, автор и композитор — Жак Венерузо, аранжировщики — Кристоф Батталья и Жак Венерузо)
- 2003 — «Manhattan-Kaboul» — Рено и Аксель Ред (автор — Рено, композитор и аранжировщик — Жан-Пьер Бюколо)
- 2004 — «Respire» — Mickey 3D
- 2005 — «Si seulement je pouvais lui manquer» — Калоджеро (авторы — Мишель Журдан и Жюли д'Эме, композиторы — Калоджеро и Джоаккино Мауричи)
- 2006 — «Caravane» — Raphael (автор, композитор и исполнитель)
- 2007 — «Le Dîner» — Бенабар (автор, композитор и исполнитель)
- 2008 — «Double je» — Кристоф Виллем (автор — Зази, композиторы — Зази, Жан-Пьер Пило и Оливье Шультейс)
- 2009 — «Comme un manouche sans guitare» — Тома Дютронк (автор, композитор и исполнитель)
- 2010 — «Comme des enfants» — Cœur de Pirate (автор, композитор и исполнитель)
- 2011 — «Je veux» — Zaz (автор — Керредин Солтани, композиторы — Керредин Солтани и Трисс)
- 2012 — «Jeanne» — Лоран Вульзи (автор — Ален Сушон, композитор — Лоран Вульзи)
- 2013 — «Allez allez allez» — Камий (автор, композитор и исполнитель)

### Музыкальные постановки и концерты года

#### Лучшая музыкальная постановка года
- 1985 — «Жюльен Клер в Берси»
- 1986 — Жан-Мишель Жарр в Хьюстоне
- 1987 — «Cabaret» — Жером Савари
- 1988 — «La Fabuleuse Histoire de Mister Swing» — Мишель Жонас
- 1992 — «Les Misérables» в театре «Могадор» — Ален Бульбиль и Клод-Мишель Шёнберг
- 1993 — Церемонии открытия и закрытия Зимних Олимпийских игр в Альбервиле (Хореография — Филипп Декуфле)
- 1994 — «Starmania» в театре «Могадор»
- 1996 — «Les Poubelles Boys» в «Олимпии»

#### Лучший концерт года
- 1990 — Франсис Кабрель в «Зените»
- 1991 — «Джонни Халлидей в Берси»
- 1992 — Эдди Митчелл в «Казино де Пари»
- 1993 — Жак Дютронк в «Казино де Пари»
- 1994 — Джонни Халлидей на Парк де Пренс
- 1995 — Эдди Митчелл в «Казино де Пари», «Олимпии» и «Зените»
- 1996 — «Джонни Холлидей в Берси»
- 1997 — Французская федерация «фанка в Олимпии»
- 1998 — Sol en si в «Казино де Пари»

#### Лучший музыкальный спектакль, турне или концерт года
- 1999 — «Notre-Dame de Paris» в «Казино де Пари»
- 2000 — -M- в «Je dis aime» в «Элизе-Монмартр» и в турне
- 2001 — «Джонни Халлидей на Эйфелевой башне, в Олимпии» и турне
- 2002 — «Анри Сальвадор в Олимпии»
- 2003 — Кристоф в «Олимпии»
- 2004 — Паскаль Обиспо в «Fan en tournée»
- 2005 — «-M- в Олимпии» и турне
- 2006 — Zazie, Rodéo tour в «Берси» и турне
- 2007 — Оливия Руиз
- 2008 — Мишель Польнарефф в «Ze Tour 2007»
- 2009 — Ален Башунг в «Bleu pétrole tour»
- 2010 — Джонни Халлидей в «Tour 66»
- 2011 — -M- в Версале и Эдди Митчелл в «Ma dernière séance» в «Олимпии» и турне
- 2012 — Обер, Жан-Луи[фр.] в «Roc'éclair Tour» в «Зените», «Берси» и турне
- 2013 — Shaka Ponk в «The Geeks Tour» в «Олимпии», «Зените» и «Батаклане»

### Лучший студийный аранжировщик года
- 1985 — Мишель Жоназ, Kamil Rustam, Габриэль Яред, Manu Katché, Jean-Yves D’Angelo, G. Rody
- 1986 — Janik Top
- 1987 — Manu Katché

### Лучший видеоклип года
- 1985 — «Pull Marine» — Изабель Аджани (режиссёр Люк Бессон)
- 1986 — «La Ballade de Jim» — Ален Сушон (режиссёр Филипп Бенсуссан)
- 1987 — «C’est comme ça» — Рита Мистуко (режиссёр Жан-Батист Мондино)
- 1988 — «Là-bas» — Жан-Жак Гольдман (режиссёр Бернар Шмитт)
- 1990 — «Casser la voix» — Патрик Брюэль (режиссёры Жоэль Бувье и Режис Обадиа)
- 1991 — «Tandem» — Ванесса Паради (режиссёр Жан-Батист Мондино)
- 1992 — «Auteuil Neuilly Passy» — «les Inconnus» (постановщики Жерар Пулличино и «les Inconnus»)
- 1993 — «Osez Joséphine» — Ален Башунг (режиссёр Жан-Батист Мондино)
- 1994 — «L’Ennemi dans la glace» — Ален Шамфор (режиссёр Жан-Батист Мондино)
- 1995 — «Nouveau Western» — MC Solaar (режиссёр Стефан Седнауи)
- 1996 — «Larsen» — Зази (режиссёр Филипп Андре)
- 1997 — «C’est ça la France» — Марк Лавуан (режиссёр Сильвен Бержер)
- 1998 — «Savoir aimer» — Флоран Паньи (режиссёр Сильвен Бержер)
- 1999 — «La nuit je mens» — Ален Башунг (режиссёр Жак Одиар)
- 2000 — «Flat Beat» — Mr Oizo (режиссёр Кентен Дюпьё)
- 2001 — «Am I wrong» — Этьен де Креси (режиссёр Жоффрей де Креси)
- 2002 — «Le vent nous portera» — Noir Désir (режиссёры Александр Курт и Жак Венерузо)
- 2003 — «Tournent les violons» — Жан-Жак Гольдман (режиссёр Янник Сайе)
- 2004 — «Respire» — Mickey 3D
- 2005 — «Les beaux yeux de Laure» — Ален Шамфор (режиссёр Брюно Дешарм)
- 2006 — «Est-ce que tu aimes ?» — Артур Аш и -M-
- 2007 — «Marly-Gomont» Камини (режиссёры Эмиль Дебонне и Камини)
- 2008 — «1234» — Лесли Файст
- 2009 — «Les Limites» — Жюльен Доре (режиссёры Фабрис Лаффон и Жюльен Доре)
- 2010 — «Elle panique» — Оливия Руиз (режиссёр Валери Пирсон)
- 2011 — «La Banane» — Филипп Катрин (режиссёр Гаэтан Шатенье)
- 2012 — «La Seine» — Ванесса Паради и -M- (режиссёр Бибо Бержерон)
- 2013 — «FUYA» — C2C (режиссёры Сильвен Ришар, Франсис Кюттер)

### Лучший музыкальный ДВД года
- 2005 — «Les leçons de musique» de M (режиссёр Emilie Chedid)
- 2006 — «En images» de Noir Désir (режиссёр Don Kent)
- 2007 — «Tryo fête ses 10 ans» de Tryo
- 2008 — Le Soldat Rose de Louis Chédid (réalisateur — Jean-Louis Cap)
- 2009 — «Divinidylle Tour» de Vanessa Paradis (режиссёры Didier Poiraud, Thierry Poiraud)